# Бакстон (Северна Каролина)
Бакстон (енгл. Buxton) насељено је место без административног статуса у америчкој савезној држави Северна Каролина.

## Демографија
По попису из 2010. године број становника је 1.273.
| Група             | 2000.    | 2010.         |
| Белци             | 0 (0,0%) | 1.104 (86,7%) |
| Афроамериканци    | 0 (0,0%) | 6 (0,5%)      |
| Азијати           | 0 (0,0%) | 0 (0,0%)      |
| Хиспаноамериканци | 0 (0,0%) | 147 (11,5%)   |
| Укупно            | 0        | 1.273         |